# Cầu lông tại Đại hội Thể thao châu Á 1982
Cầu lông được tổ chức lần thứ sáu tại Đại hội Thể thao châu Á lần thứ 9 vào năm 1982 tại New Delhi.

## Huy chương giành được
| Nội dung    | Vàng                                                              | Bạc                                                           | Đồng                                                      |
| ----------- | ----------------------------------------------------------------- | ------------------------------------------------------------- | --------------------------------------------------------- |
| Đơn nam     | Han Jian                                                          | Liem Swie King                                                | Chen Changjie                                             |
| Đơn nam     | Han Jian                                                          | Liem Swie King                                                | Syed Modi                                                 |
| Đơn nữ      | Zhang Ailing                                                      | Li Lingwei                                                    | Kim Yun-ja                                                |
| Đơn nữ      | Zhang Ailing                                                      | Li Lingwei                                                    | Sumiko Kitada                                             |
| Đôi nam     | Christian Hadinata Icuk Sugiarto                                  | Luan Jin Lin Jiangli                                          | Leroy D'sa Gandhe Pradeep                                 |
| Đôi nam     | Christian Hadinata Icuk Sugiarto                                  | Luan Jin Lin Jiangli                                          | Park Joo-bong Lee Eun-ku                                  |
| Đôi nữ      | Hwang Sun-ai Kang Heung-sook                                      | Yoo Sang-hee Kim Yun-ja                                       | Wu Dixi Lin Ying                                          |
| Đôi nữ      | Hwang Sun-ai Kang Heung-sook                                      | Yoo Sang-hee Kim Yun-ja                                       | Atsuko Tokuda Yoshiko Yonekura                            |
| Đội hỗn hợp | Ivanna Lie Christian Hadinata                                     | Icuk Sugiarto Ruth Damayanti                                  | Lin Jiangli Lin Ying                                      |
| Đội hỗn hợp | Ivanna Lie Christian Hadinata                                     | Icuk Sugiarto Ruth Damayanti                                  | Leroy D'sa Kanwal Thakur Singh                            |
| Đội nam     | Trung Quốc (Han Jian, Luan Jin, Lin Jiangli, Chen Changjie)       | Indonesia (Christian Hadinata, Icuk Sugiarto, Liem Swie King) | Ấn Độ (Leroy D'sa, Pradeep Gandhe, Syed Modi, Uday Pawar) |
| Đội nam     | Trung Quốc (Han Jian, Luan Jin, Lin Jiangli, Chen Changjie)       | Indonesia (Christian Hadinata, Icuk Sugiarto, Liem Swie King) | Hàn Quốc (Park Joo-bong, Lee Eun-ku, Choi Byung Hak)      |
| Đội nữ      | Trung Quốc (Xu Rong, Zhang Ailing, Lin Ying, Li Lingwei, Wu Dixi) | Nhật Bản (Sumiko Kitada, Atsuko Tokuda, Yoshiko Yonekura)     | Ấn Độ (Kanwal Thakur Singh)                               |
| Đội nữ      | Trung Quốc (Xu Rong, Zhang Ailing, Lin Ying, Li Lingwei, Wu Dixi) | Nhật Bản (Sumiko Kitada, Atsuko Tokuda, Yoshiko Yonekura)     | Hàn Quốc (Yoo Sang-hee, Kim Yun-ja)                       |

## Bảng huy chương
| 1 | Trung Quốc | 4 | 2 | 3 | 9 |
| 2 | Indonesia  | 2 | 3 | - | 5 |
| 3 | Hàn Quốc   | 1 | 1 | 4 | 6 |
| 4 | Nhật Bản   | - | 1 | 2 | 3 |
| 5 | Ấn Độ      | - | - | 5 | 5 |